# Lijst van voetbalinterlands Nederland - Wit-Rusland (vrouwen)
Deze lijst van voetbalinterlands is een overzicht van alle voetbalwedstrijden tussen de nationale vrouwenteams van Nederland en Wit-Rusland. Nederland en Wit-Rusland hebben zes keer tegen elkaar gespeeld. De eerste wedstrijd was op 20 september 2000 in Veenendaal. 

## Wedstrijden
| № | Plaats       | Datum             | Competitie           | Wedstrijd               | Uitslag |
| - | ------------ | ----------------- | -------------------- | ----------------------- | ------- |
| 1 | Veenendaal   | 20 september 2000 | Vriendschappelijk    | Nederland − Wit-Rusland | 6 − 2   |
| 2 | Den Haag     | 21 november 2009  | WK 2011 kwalificatie | Nederland − Wit-Rusland | 1 − 1   |
| 3 | Maladzetsjna | 21 augustus 2010  | WK 2011 kwalificatie | Wit-Rusland − Nederland | 0 − 4   |
| 4 | Doetinchem   | 17 september 2015 | Vriendschappelijk    | Nederland − Wit-Rusland | 8 − 0   |
| 5 | Minsk        | 26 oktober 2021   | WK 2023 kwalificatie | Wit-Rusland − Nederland | 0 − 2   |
| 6 | Enschede     | 28 juni 2022      | WK 2023 kwalificatie | Nederland − Wit-Rusland | 3 − 0   |

## Samenvatting
| Competitie        | Totaal gespeeld | Winst Nederland | Gelijk | Winst Wit-Rusland | Doelsaldo Nederland – Wit-Rusland |
| ----------------- | --------------- | --------------- | ------ | ----------------- | --------------------------------- |
| WK-kwalificatie   | 4               | 3               | 1      | 0                 | 10 − 1                            |
| Vriendschappelijk | 2               | 2               | 0      | 0                 | 14 − 2                            |
| Totaal            | 6               | 5               | 1      | 0                 | 24 − 3                            |